# Marienstift (Bockum-Hövel)
Das Marienstift in Bockum, heutiger Stadtbezirk Hamm-Bockum-Hövel der Großstadt Hamm, war ab 1909 eine Niederlassung für katholische Ordensschwestern mit Kloster- bzw. Stiftscharakter. Seit Schließung der Schwesternstation 1977 werden die Räumlichkeiten von der Zentralrendantur des Dekanats Hamm-Nord genutzt, der Kindergarten zog 1982 in einen benachbarten Neubau um. 1994 wurde die Schwesternstation neu besetzt; Schwestern desselben Ordens siedelten sich bei der katholischen Pfarrgemeinde Christus König in Hövel an.

## Geschichte des Marienstifts

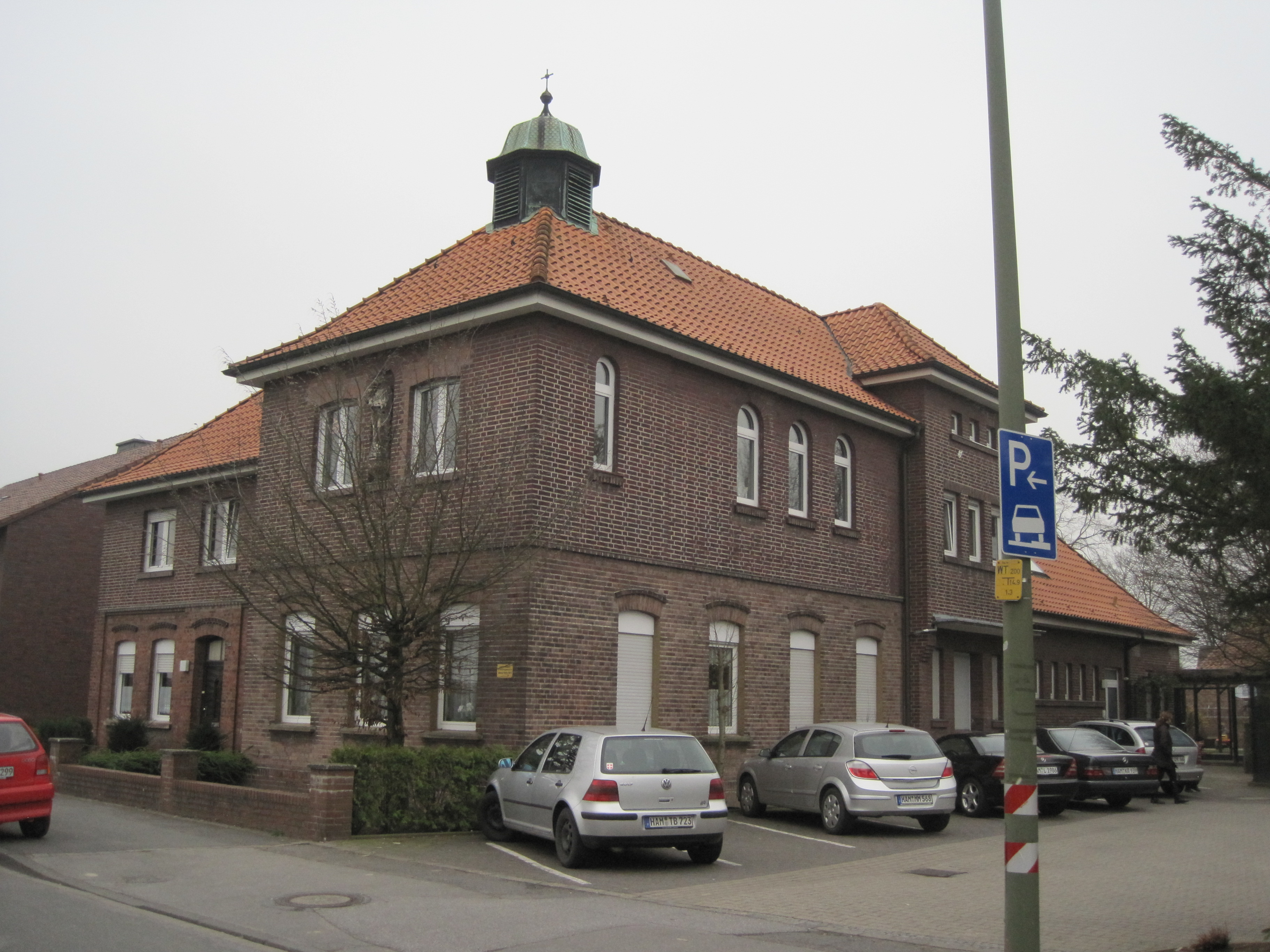
Marienstift in Bockum.

Um 1907/1908 trat die unverheiratete und kinderlose Rentnerin Elisabeth Nagel mit dem Vorschlag an den Kirchenvorstand der Pfarrgemeinde St. Stephanus in Bockum heran, ihr geerbtes Anwesen, das Haus Bockum Nr. 57 (heutige Barsener Straße 33) mit kleiner Arbeiterwohnung der Pfarrgemeinde zu schenken. Dabei machte sie zur Auflage, dass dort eine Niederlassung für katholische Ordensschwestern eingerichtet werden sollte. Frau Nagel beanspruchte für sich selbst Wohn- und Pflegerecht bis zu diesem Tod in dieser Einrichtung.
Zum 8. April 1908 erklärte die Generaloberin der „Schwestern der christlichen Schulen von der Barmherzigkeit zu Heiligenstadt“, deren Mutterhaus sich heute im sauerländischen Bestwig befindet, ihr Einverständnis zur Gründung einer Bockumer Niederlassung. Der Kirchenvorstand Bockum beratschlagte dies am 16. April 1908 und stimmte den Plänen schließlich zu. Am 24. April 1908 gab dann auch der Bischof von Münster sein Einverständnis. So entwarf Pfarrer Weckendorf am 13. Mai 1908 den Antrag zur Erlangung der ministeriellen Genehmigung der Niederlassung. Diese erging am 9. Oktober 1908 durch Erlass des „Ministers der geistlichen, Unterrichts- und Medizinal-Angelegenheiten“. Gestattet wurde die Niederlassung von katholischen Ordensschwestern zur Ausübung ambulanter Krankenpflege und Leitung einer Kleinkinderbewahranstalt sowie einer Handarbeitsschule für nicht mehr schulpflichtige „katholische Mädchen“.
Bis zum 9. November 1909 war der Umbau auf die neuen Belange abgeschlossen. An diesem Tag nahmen vier „Schwestern der christlichen Schulen von der Barmherzigkeit zu Heiligenstadt“ ihre Arbeit in Bockum auf. Die feierliche Einführung der Schwestern Antonia, Berzina, Gertrudis und Epiphanis, mit denen die Stifterin bis zu ihrem Tod im Alter von 71 Jahren im Jahre 1921 künftig zusammenlebte, erfolgte durch die Oberin des Schwernhauses in Nordkirchen.
Über die Jahre wurden ein Kindergartenzimmer und ein Handarbeitszimmer angebaut. 1924 wurde das Marienstift um eine Hauskapelle erweitert. Dennoch stand deutlich zu wenig Platz zur Verfügung, auch für die Wohn- und Schlafräume der Schwestern. Die Regierung drohte dem Orden deshalb mit der Schließung des Kindergartens und der Handarbeitsschule, sollten keine geeigneten Räumlichkeiten geschaffen werden. Im Sommer 1932 wurde deshalb mit einem Um- und Erweiterungsbau begonnen, in dessen Rahmen auch eine Umgestaltung der Kapelle erfolgte. Die Kosten beliefen sich auf 24.598 M, wobei Anstreicherarbeiten, Fuhren und Handlangerdienste durch Bockumer Bürger gratis erledigt wurden. Am 2. Februar 1933 konnte das so erweiterte Marienstift feierlich eingeweiht werden.
Im Oktober 1927 zogen Schwester Hildegardis und Schwester Theotrudis aus dem Marienstift in die neu entstehende Herz-Gemeinde, die als Rektorat der St.-Stephanus-Gemeinde entstand, Dort errichteten sie in einer nicht mehr benötigten Schulbaracke der politischen Gemeinde Bockum, die von der St.-Stephanus-Gemeinde gekauft worden war, eine Filiale für Kindergarten und Handarbeit. Zunächst unterstanden sie der Oberin des Marienstiftes. Als im Winter 1928/29 eine dritte Schwester hinzukam, wurde das Herz-Jesu-Haus selbständig.
Wie viele kirchliche Einrichtungen war auch das Marienstift ab 1933 ständig von der Auflösung oder Umwandlung in eine kommunale Einrichtung bedroht. Mit Unterstützung der bischöflichen Behörden in Münster und der Kirchengemeinde in Bockum konnten die Schwestern jedoch die Leitung für sich verteidigen.
Für die Zeit von 1933 bis 1936 lassen sich durch Augenzeugenberichte einige Schwestern namentlich benennen, die zu dieser Zeit am Marienstift tätig waren; insgesamt wurde das Haus in dieser Zeit von fünf bis sechs Schwestern bewohnt:
- Oberin: Schwester Maria Justina (1921–27, 1933–39 und ab 1946 in Bockum)
- Küche: Schwester Christophera,
- Handarbeitsschule: Schwester Edgaria,
- Kirche, Kapelle und Krankenpflege: Schwester Klara Maria,
- Leiterin des Kindergartens: Schwester Gosberta.

Auch die Ausstattung des Kindergartens und der Tagesablauf in dieser Zeit lassen sich noch in etwa nachhalten. Die Kinder wurden religiös und zur Ordnung erzogen. Im Sommer wurde meist draußen auf dem Hof gespielt, wo ein Sandkasten, zwei kleine und eine große Schaukel sowie eine Turnstange zur Verfügung standen. Im hinteren Teil des Hofes war links neben dem Weg eine „Lourdesgrotte“ installiert. Rechts daneben befand sich eine Gartenlaube. Der Weg führte zu einem Nutzgarten, der zur Einrichtung gehörte. Im Winter oder bei schlechtem Wetter wurde im Haus gemalt, Perlen aufgeschnürt oder gebastelt, auch wurden Lieder und Gebete gelehrt. Die Schwestern waren erste Anlaufstelle bei Krankheiten, auch wenn es nur ein kleines Verbandszimmer gab. Erst wenn die Schwester nicht helfen konnte, wurde der Arzt aufgesucht, Fritz Pabst, den man auch „Lindenblütenfritz“ nannte. In der Adventszeit wurden in Anwesenheit der Eltern Krippenspiele aufgeführt. Der Weihnachtsbaum befand sich in einem Ständer mit eingebauter Spieluhr, außerdem wurde ein „Himmel“ mit „Leiter zur Erde“ aufgebaut, auf dem das Christkind bei gutem Betragen je eine Stufe hinuntergestellt werden durfte. Die Kinder zogen als Sternsinger herum, der Erlös kam den Schwestern zugute. In die Handarbeitsschule für „nicht mehr schulpflichtige katholische Mädchen“ im vorderen Teil des Hauses kamen in den Wintermonaten viele Bauerntöchter, auch aus den Bauerschaften Nordick und Herbern. Sie nähten hier ihre Aussteuer selbst. Einige Ordensschwestern wurden auf dem alten Teil des Bockumer Friedhofs begraben, wo ihre Grabsteine heute noch zu finden sind.
1949 feierte die Einrichtung das 50-jährige Ordensjubiläum von Schwester Maria Justina (1874–1956). Im Stadtarchiv Bockum-Hövel fanden sich dazu folgende Ausführungen:

„In diesen Tagen jährte sich zum 50. Male der Tag, an dem die Oberin des Marienstifte in Bockum der Genossenschaft der Heiligenstätter Schwestern beitrat. Sie ist seit 1946 wieder in Bockum. Schon von 1921 bis 1927 und von 1933 bis 1939 war Schwester Maria Justina als Oberin in Bockum. Während ihrer Amtszeit wurde 1924 das Marienstift mit einer ansprechenden Kapelle ausgestattet. Der Tatkraft und Umsicht der ehrwürdigen Jubilarin ist die gute Entwicklung der Kinderbewahrschule und Nähschule zu verdanken. Die gesamte Pfarrgemeinde St. Stephanus freute sich an dem Ehrentag der Oberin mit ihr und gab ihr als Angebinde mit auf den weiteren Lebensweg, dass sie noch recht lange in unserer Gemeinde wirken möge, zur größeren Ehre Gottes.“

1959 feierte das Schwesternhaus „Marienstift“ sein 50-jähriges Jubiläum mit einem Festhochamt.
Am 16. September 1970 verließ Schwester Gosberta, die von 1915 bis 1970 Kindergartenschwester in Bockum gewesen war, das Marienstift, um ihren Lebensabend im ordenseigenen Haus in Diestedde zu verbringen. 1977 trat dann auch die seit 1961 im Kindergarten tätige Schwester Ruth in den Ruhestand. Sie siedelte nach Nordkirchen über und wurde durch Schwester Bona abgelöst. Am 31. Juli 1977 gab Schwester Bona die Leitung des Kindergartens auf. Ebenfalls 1977 trat mit Schwester Ruth die letzte Ordensschwester in den Ruhestand. Die Schwesternstation wurde danach aufgelöst.
Nach dem Neubau des Kindergartens 1981/82 wurde das Stiftsgebäude in Eigenleistung der Kirchengemeinde zum Gemeindezentrum mit Pfarrsaal und Sitzungsraum umgestaltet. Dieser konnte gegen eine Nutzungsgebühr für familiäre Feste und Feiern gemietet werden. Mit dem 31. Mai 1990 wurde die Vermietung dann vollständig eingestellt.
1979 siedelte sich die Zentralrendantur des Dekanates Hamm-Nord in dem Gebäude an und richtete seine Büroräume im Marienstift ein. Damit entfiel auch die Position des Rendanten an der Stephanuskirche.
1991 wurde der Beschluss, den Pfarrsaal aufzugeben, in die Praxis umgesetzt. Er wurde umgebaut und der Zentralrendantur zur Verfügung gestellt, die die neuen Räume anschließend bezog. Die Kirchengemeinde hatte sich zur Aufgabe des Pfarrsaals gezwungen gesehen, weil ansonsten keine Genehmigung für den geplanten Neubau eines Pfarrheims an der Dörholtstraße ergangen wäre, das auf diese Weise 1992/1993 errichtet und am 3. Juli 1993 eingeweiht werden konnte.
Siebzehn Jahre nach der Schließung der Schwesternstation wurde diese im Oktober 1994 mit "neuen" Schwestern besetzt: Claudia Maulhardt, Theresia Lehmeier und Edith Apweiler; Schwestern dieses Ordens sind seit einigen Jahren bei der Gemeinde Christus König angesiedelt.

## Fortsetzung der pädagogischen Arbeit in der Katholischen Kita St. Marien

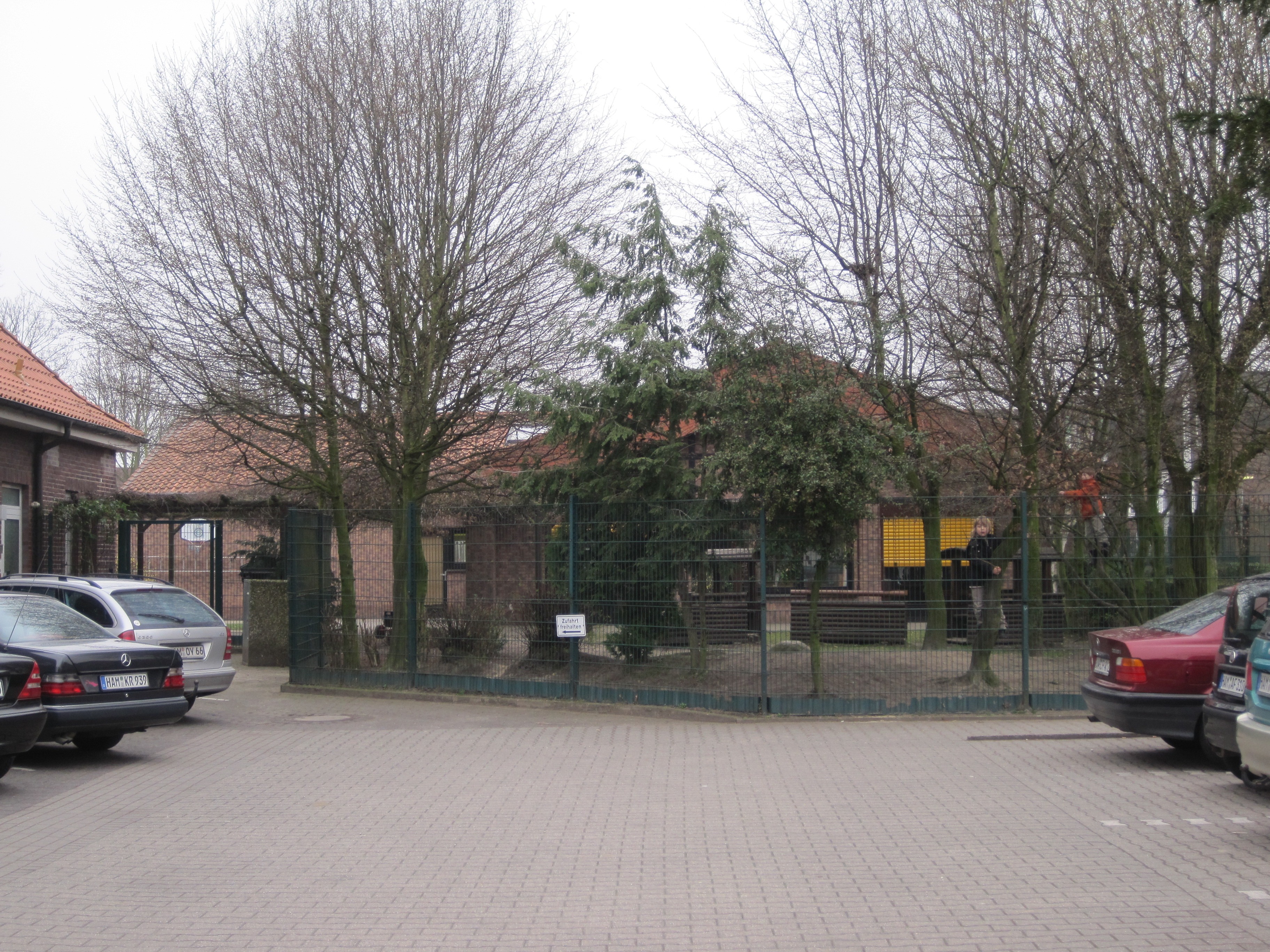
Kindergarten St. Marien in Bockum, rechts neben dem Marienstift.

Den Kindergarten ereilte nicht das gleiche Schicksal wie die Schwesternstation. Angrenzend an das ursprüngliche Stiftsgebäude wurde ab 1981 ein Neubau angelegt, den der Kindergarten 1982 beziehen konnte.
1983 gründete sich durch die Initiative eines Vaters (Herr Reiners) eine durch den Kindergarten gestützte Elterninitiative, die die Anbringung einer Ampelanlage an der Horster Straße Ecke Barsener Straße durchsetze, um den Weg zum Kindergarten für die Kinder sicherer zu machen. Ab 1988 wurden regelmäßig Familienwochenenden abgehalten, in Hopsten (bis 1992), Freckenhorst (1993–1997) und Föckinghausen (1998–1999). Die Planungen durch das Team wurden durch die Pfarrer Gerken und Sundermann begleitet.
1990 wurde der St. Martinsumzug, der bislang gemeinsam mit der Von-Vincke-Grundschule gestaltet worden war, entkoppelt und sein Abschluss beim Kindergarten beschlossen. 1991 erzwang eine Vorgabe des Jugendamtes neue Öffnungszeiten von 7.30 Uhr bis 12.30 Uhr statt wie bisher von 7.30 Uhr bis 11.45 Uhr, um eine durchgängige fünfstündige Öffnung zu gewährleisten. Von Frau Kernberg wurde ein Gottesdienstkreis zur Vorbereitung von Kleinkindergottesdiensten etabliert. Zusammen mit Eltern wurden Weidenhütten zur Umgestaltung des Spielplatzes erstellt.
1992 beteiligte sich das Kindergartenteam erstmals am Stephanusmarkt, seither regelmäßig einmal pro Jahr. Der zunächst für zwei Jahre durchgeführte Weihnachtsbasar wurde von Bastelaktivitäten im Pfarrheim für die Kinder abgelöst.
Ab 1994 wurden neun Plätze für Ganztagsbetreuung (7.30 – 16 Uhr) an Doppelverdienerfamilien angeboten. Die dazu nötigen Umbauten, etwa um die Mittagsmahlzeit ab 12.30 Uhr und die anschließende Ruhepause in der Turnhalle anbieten zu können, wurden vom Träger vorgenommen. Ebenfalls 1994 wurden Pfarrer Gerken und Frau Bücker, die damalige Leiterin des Kindergartens, verabschiedet. Die Pfarrverwaltung wurde zunächst von Dechant Booms übernommen und dann an Pfarrer Sundermann übergeben. Für den Kindergarten wurde Frau Gieseker als neue Leiterin eingestellt. Sie schied auf eigenen Wunsch aber bereits ein halbes Jahr später wieder aus, so dass Frau Martin aus dem Team die Leitung zunächst kommissarisch und dann ab 1. Februar 1995 endgültig übernahm.
Seit 1995 findet zweimal jährlich ein Kinderkleidungsmarkt statt. Im selben Jahr wurde der Kindergarten mit Hilfe von Eltern renoviert; zwei Praktikantinnen, Anja Gräwe und Claudia Formann, gestalteten die Flurwände und den Gymnastikraum um und brachte Disney-Motive an. Im großen Flur wurde die Cafeteria „Sonnenschein“ eingerichtet, die dem gemeinsamen Frühstück und Kennenlernen dienen. Die Nebenräume der Gruppen wurde mit verschiedenen Lichtelementen zu „Kuschelräumen“ ausgestaltet.
Mit dem 1. Januar 1996 erhielten durch das Kindergartengesetz alle Kinder ab dem Alter von drei Jahren einen Rechtsanspruch auf einen Kindergartenplatz. Da der Kindergarten nicht die Kapazität für die damit verbundenen Anforderungen hatte, wurde 1997 Antrag zur Errichtung einer zusätzlichen Nachmittagsgruppe gestellt, der auch bewilligt wurde. Die Nachmittagsgruppe blieb aber nur für zwei Jahre bestehen, in ihr wurden neun Kinder an drei Nachmittagen betreut, erstmals ab dem 1. September 1997. Ebenfalls 1997 wurde von einigen Vätern ein Holzhaus für Sandspielzeug angelegt.
1999 führte eine erneute Änderung des GTK dazu, dass die Fachkraftstunden und Ergänzungskraftstunden sich nach der Nachmittagsbelegung der Einrichtung finden, die durchschnittlich einmal jährlich vom Landschaftsverband überprüft wird. Ebenfalls 1999 fand die Festwoche zum 90-jährigen Jubiläum der Einrichtung statt. Sie begann mit einem Familiengottesdienst und einem „Tag der offenen Tür“, gefolgt durch einen Kinderbibelnachmittag und weiter Veranstaltungen. Abgeschlossen wurde die Festwoche durch den Laternenumzug am Martinstag.
Im Jahr 2000 verließ Pfarrer Sundermann die Gemeinde. Durch Priestermangel blieb die Stelle zunächst unbesetzt, bis Pfarrer Werges, auch zur Unterstützung der Seelsorgeeinheit, im April 2000 in die Gemeinde überwechselte. Als Ansprechpartner für den Kindergarten gestaltete er zusammen mit diesem die Kindergottesdienste. Ebenfalls 2000 wurden die vier katholischen Gemeinden in Bockum-Hövel zu einer Seelsorgeeinheit zusammengeschlossen und ein Seelsorgerat gebildet. Die katholischen Kindertageseinrichtungen wurden dadurch zu größerer Kooperation angehalten. Von nun an trafen sich die Leiterinnen und Leiter der Einrichtungen mit Pfarrer Winzeler als Träger der Seelsorgeeinheit und Mitgliedern des Kirchenvorstandes regelmäßig zu einem Ideenaustausch. Der Spielplatz wurde erneut umgestaltet, im Außenbereich wurden Pergolen, eine Rutsche und eine Holzeisenbahn installiert.
2002 führten neuerliche Änderungen im Gesetz über Tageseinrichtungen für Kinder zu einer Ermittlung des Bedarfs der einzelnen Familien bezüglich der Öffnungszeiten per Fragebogen. Anhand der erhobenen Daten wurde ab 2003 eine neue Konzeption für die Einrichtung erstellt, die auch durch Veränderungen in der Pädagogik der einzelnen Kindertageseinrichtungen bedingt war. Den Eltern sollte die Möglichkeit gegeben werden, sich mit Zielen und Inhalten der pädagogischen Arbeit zu befassen, um mehr Transparenz zu schaffen. In diesem Rahmen wurden auch die Nachmittagsangebot restrukturiert bzw. festgelegt (Aktionsnachmittag, Fördergruppe, Bewegungsbaustelle und ab 2005 ein Kindergartenchor).
Ab August 2004 mündete die von der Landesregierung NRW abgeschlossene, zum 1. August 2003 in Kraft getretene Bildungsvereinbarung in die Anfertigung einer bildungsdokumentation, bei der die Entwicklung der einzelnen Kinder schriftlich festgehalten wird. Außerdem wird im Rahmen eines Elternsprachtages über diese Entwicklung informiert. Am 7. Juni 2005 fand die Auftaktveranstaltung zu Quam statt, der Qualitätsinitiative Hamm mit dem Ziel des Qualitätsmanagements. Dabei startete der Kindergarten mit elf weiteren katholischen Kindergärten in das System, das zur Verbesserung des Angebots der Kindertagesstätten führen bei gleichzeitiger Optimierung von Organisationsabläufen und Minimierung von Konfliktsituationen führen soll, um mehr wirtschaftliche Effizienz zu erreichen.
Ebenfalls 2005 wurde die Seelsorgeeinheit aufgelöst. Die vier katholischen Gemeinden Bockum-Hövels wurden zur Pfarrei Heilig-Geist zusammengeschlossen. Pfarrer Winzeler übernahm die Leitung bis Sommer 2005, dann übernahm Pfarrer Peitzmann die Leitung der Pfarrei. Es gab jetzt nur noch einen Kirchenvorstand und einen Pfarrgemeinderat. Die Kindertagesstätten wurden somit dem jeweils selben Arbeitgeber unterstellt, wodurch die Kooperation der einzelnen Einrichtungen noch verstärkt wurde. Eine Mitarbeiterversammlung der etwa 80–100 Mitarbeiter findet seit 2006 in regelmäßigen Abständen statt, und zwar unter Beteiligung von MAV, Personalausschuss und Zentralrendantur, den Träger und alle Mitarbeiter. Erstmals 2006 wurde ein Qualitätsbeauftragter bestimmt; auch wurden die Kernprozesse mit dem Team erarbeitet.
Eine Sprachstandeserhebung aufgrund des erweiterten § 36 des Schulgesetzes Nordrhein-Westfalen zog eine erste Durchführung des an der Dortmunder Universität von Frau Professor Fried entwickelten Delfin-4-Tests für Kinder, die zwei Jahre vor der Einschulung stehen, nach sich. Sprachauffällige Kinder werden dabei einem zweiten Testverfahren unterzogen. Die Tageseinrichtungen aus Bockum-Hövel und einem weiteren Stadtteil Hamms nahmen als erste an der Erprobungsphase teil. Ebenfalls 2007 wurde das Qualitätshandbuch fertiggestellt. Am 30. August 2007 erhielten die teilnehmenden Tageseinrichtungen für die Fertigstellung der Qualitätshandbücher für die einzelnen Einrichtungen ein offizielles Zertifikat.

### Leiterinnen der Einrichtung ab 1977
- 1. August 1977 – 27. September 1983: Annette Lindner (ab Nov. 1981 Erziehungsurlaub)
- 3. November 1981 – 1. August 1983: Martina Spangardt (kommissarische Leitung)
- 5. August 1983 – 3. April 1994: Sigrid Bücker
- 1. April 1994 – 30. Juni 1994: Antje Martin (kommissarische Leitung)
- 1. Juli 1994 – 31. Dezember 1994: Elisabeth Gieseker
- 28. November 1994 – 31. Januar 1995: Antje Martin (kommissarische Leitung)
- seit 1. Februar 1995: Antje Martin